# 蜘蛛人 (1994年動畫)
《蜘蛛人》（英語：Spider-Man）是一部美國超級英雄動畫劇集，故事改編自漫威漫畫旗下同名角色。動畫於1994年11月19日至1998年1月31日在Fox Kids播出，共65集。

## 角色
- 克里斯多福·丹尼爾·巴恩斯（英语：Christopher Daniel Barnes）聲演彼得·帕克／蜘蛛人
- 莎拉托卡·巴蘭汀（Saratoga Ballantine）聲演瑪莉·珍·華生
- 愛德華·阿斯納聲演J·喬納·詹姆森
- 羅斯可·李·布朗（英语：Roscoe Lee Browne）聲演威爾遜·菲斯克／金霸王
- 琳達·蓋瑞（英语：Linda Gary）聲演梅·帕克（第一至三季）
- 茱莉·貝內特（英语：Julie Bennett）聲演梅·帕克（第四至五季）
- 羅德尼·索斯貝瑞（英语：Rodney Saulsberry）聲演羅比·羅伯遜（英语：Robbie Robertson (comics)）
- 喬瑟夫·康帕內拉（英语：Joseph Campanella）聲演柯提斯·康納斯博士／蜥蜴人
- 珍妮佛·海兒（英语：Jennifer Hale）聲演費莉西亞·哈迪／黑貓
- 蓋瑞·伊姆霍夫（英语：Gary Imhoff）聲演哈利·奧斯朋／綠惡魔
- 尼爾·羅斯（英语：Neil Ross）聲演諾曼·奧斯朋／綠惡魔
- 麥斯威爾·考菲德（英语：Maxwell Caulfield）聲演艾拉斯托·史麥特斯／終極蜘蛛殺手（英语：Alistair Smythe）
- 小埃弗倫·津巴利斯特（英语：Efrem Zimbalist Jr.）聲演奧托·奧克塔維斯博士／八爪博士
- 金·卡明思（英语：Jim Cummings）聲演震動人、變色龍、人型蜘蛛（Man-Spider）
- 漢克·阿扎里亞聲演艾迪·布洛克／猛毒
- 梅潔·巴瑞特（英语：Majel Barrett）聲演安娜·華生（英语：Anna Watson (comics)）
- 大衛·華納聲演赫爾伯特·蘭登（Herbert Landon）
- 馬克·漢米爾聲演傑森·菲利普斯／惡鬼
- 厄爾·波恩（英语：Earl Boen）聲演紅骷髏、超越者
- 喬恩·李（英语：Joan Boocock Lee）聲演蜘蛛夫人（英语：Madame Web）

## 外部連結
- 互联网电影数据库（IMDb）上《蜘蛛人》的资料（英文）